# 嚴重不良事件
在從事人體藥物臨床試驗中，所謂嚴重不良事件 (英語：serious adverse event，SAE) 的定義為在使用任何劑量下，所產的任何不良醫學事件，包括有：
1. 造成死亡
2. 危及生命
3. 需要住院治療，或是導致既有住院時間因而延長
4. 導致持續或嚴重的失能/官能不全
5. 可能會導致先天性障礙（先天缺陷）發生
6. 需要用到干預手段，以防止永久性傷害或是損害[1]

“life-threatening（危及生命）”表達的就是“嚴重”的定義，是指患者在事件發生時就面臨死亡的風險；並非指假設當情況更為嚴重時，才可能會導致死亡。
不良事件被進一步定義為“患者或是臨床研究對象攝取藥物後發生的任何不良醫學事件，並且不一定與治療有因果關係。”

## 研究
人體臨床試驗的研究人員有義務為這些事件提出報告。而根據研究顯示，在公開報告之中，對這些事件通常並未做充分的報導。由於缺乏數據，以及在整合資料時有不確定性，對治療干預進行系統綜述和綜合分析的人往往會不經意，而過分強調藥物對於健康的益處。為針對過分強調益處提供平衡的報導，學者們呼籲對臨床試驗時發生的危害要做更完整的報告。

## 相關名詞
嚴重不良反應（Serious adverse reactions）是對藥物治療而產生的嚴重不良事件，被認為與藥物治療相關。如果發生SUSAR（SUSPECTED UNEXPECTED SERIOUS ADVERSE REACTION（臨床試驗中未預期到之嚴重藥物不良反應），應根據研究許可，使用國際醫學科學組織理事會的表格（或在某些國家/地區使用類似表格）向藥物監管機構提出報告。“未預期”是指對於已核准的醫藥產品，發生的事件未在產品標示中描述，或者對於研究中產品（尚未批准），發生的事件未在研究手冊中列出者。
不良影響應被認為是由健康干預手段所引起的不良事件。

## 外部連結
- What Is A Serious Adverse Event? （页面存档备份，存于） (MedWatch)
- ClinicalTrials.gov （页面存档备份，存于） from US National Library of Medicine
- ICH Website （页面存档备份，存于）